# Edwin J. Burke
Edwin J. Burke (* 30. August 1889 in Albany, New York; † 26. September 1944 in New York City) war ein US-amerikanischer Schriftsteller, Schauspieler, Regisseur und Drehbuchautor, der bei der Oscarverleihung 1932 den Oscar für das beste adaptierte Drehbuch für Bad Girl gewann.

## Leben
Nach dem Besuch der American Academy of Dramatic Arts begann er 1910 seine Laufbahn als Schauspieler bei einer Theatergesellschaft in New York City, die überwiegend Stücke von William Shakespeare inszenierte. Später wurde er Direktor bei einem Wandertheater, ehe diese nach dem Schauspielerstreik 1919 Insolvenz anmelden musste. Danach war er Autor von Vaudeville-Aufführungen und schrieb als solcher im Laufe von zehn Jahren über 250 Einakter und Sketche.
Nachdem er bereits 1928 bei Plastered in Paris, einem Stummfilm mit Toneffekten, von Benjamin Stoloff als Autor mitarbeitete, gehörte er nach dem Erfolg des auf seinem Stück basierenden Films This Thing Called Love (1929) von Paul L. Stein zu den ersten in New York City arbeitenden Dramatikern, die für die Filmwirtschaft in Hollywood tätig wurden.
1932 erhielt er für das nach dem gleichnamigen Roman von Viña Delmar verfasste Drehbuch des von Frank Borzage inszenierten Film Bad Girl (1931) den Oscar für das beste adaptierte Drehbuch. In der Folgezeit schrieb er die Drehbücher für einige erfolgreiche Filme wie Dance Team (1932) von Sidney Lanfield, Bright Eyes (1934) und The Littlest Rebel (1935), jeweils von David Butler mit Kinderstar Shirley Temple.
Im Anschluss verließ er 1935 Hollywood wieder, ließ sich in High Bridge in New Jersey nieder und war später Direktor des Percy Williams Home for Actors, einem Altenheim für Schauspieler in East Islip im Bundesstaat New York. Kurz vor seinem Tod arbeitete er jedoch mit Winfield R. Sheehan jedoch noch einmal an einem Drehbuch und zwar für den Film Captain Eddie über den erfolgreichsten US-amerikanischen Jagdflieger im Ersten Weltkrieg, Edward Vernon Rickenbacker.

## Filmografie (Auswahl)
- 1929: This Thing Called Love (nach dem gleichnamigen Theaterstück von 1928)
- 1929: Happy Days
- 1929: Love, Live and Laugh
- 1930: The Dancers
- 1931: It Might Be Worse
- 1931: Bad Girl
- 1932: Call Her Savage
- 1934: Lachende Augen (Bright Eyes)
- 1935: Der kleinste Rebell (The Littlest Rebel)
- 1935: The Farmer Takes a Wife